# Höegh Galleon
Höegh Galleon – плавуча установка з регазифікації та зберігання (Floating storage and regasification unit, FSRU) зрідженого природного газу (ЗПГ), споруджена для норвезької компанії Höegh.

## Загальна інформація
Судно спорудили в 2019 році на верфі південнокорейської Samsung Heavy Industries у Кодже.
Розміщена на борту Höegh Galleon регазифікаційна установка здатна видавати 21,2 млн м3 на добу, а зберігання ЗПГ відбувається у резервуарах загальним об’ємом 170000 м3. 
За необхідності, судно може використовуватись як звичайний ЗПГ-танкер та пересуватись до місця призначення зі швидкістю 16 вузлів.

## Служба судна
Перші кілька років після завершення Höegh Galleon використовувалось як ЗПГ-танкер, зокрема, відомо, що на початку 2021-го американська компанія Cheniere подовжила фрахт судна на один рік.
Наприкінці 2021-го Höegh Galleon зафрахували на 15 років (із правом дострокового розірвання контракту через 5 або 10 років) для роботи терміналі, що споруджується у австралійському Порт-Кембла. Контракт передбачає початок роботи у проміжку від 2023 по 2025 роки.